# Pintér Lajos (költő)
Pintér Lajos (Szeged, 1953. március 20. –) magyar költő, szerkesztő.

## Családja
Szülei: Pintér Lajos, Csernus Rozália. Nős, felesége Major Éva, 1953. Gyermekei: Lajos, 1979, András, 1981.

## Életútja

### Tanulmányai
Tanulmányai: Általános és középiskolai tanulmányait Csongrádon végezte. A Batsányi János Gimnáziumban érettségizett 1971-ben. 1971–76-ig az ELTE Bölcsészettudományi Kar, magyar-népművelés szakán tanult, tagja volt az Eötvös Kollégiumnak.

### Munkássága
Első versei 1972-ben jelentek meg a Tiszatájban. Az ELTE BTK Jelenlét című irodalmi folyóiratának alapító szerkesztője, 1976-tól a Forrás című irodalmi folyóirat szerkesztője, főmunkatársa. 21 önálló kötete mellett versei, írásai megjelentek a Szép versekben (1978, 1979, 1986, 1989, 1990, 1993) és számos folyóiratban, többek között a Forrásban, a Hitelben, a Kortársban, a Tiszatájban és az Új Forrásban. Szerkesztésében jelent meg Radnóti Miklós válogatott versei című kötet a Magyar irodalom gyöngyszemei sorozatban (Kozmosz Könyvek, 1979.). Rajz őszi tűzfalon című képverse iskolai tankönyvekben is megtalálható: Irodalom az általános iskolák 2. osztálya számára (szerk.: Zsolnai József, Nemzeti Tankönyvkiadó, 1987-től); Hétszínvirág. Olvasókönyv az általános iskolák 3. osztálya számára (Gyermekrajz őszi tűzfalon címmel, Apáczai Kiadó, 2001-től);Irodalom az általános iskolák 8. osztálya számára (Gyerekrajz őszi tűzfalon címmel, szerk: Dobcsányi Ferenc, Nemzeti Tankönyvkiadó, 1993-tól)

### Önálló kötete
- Fehéringes folyók - versek /1975/

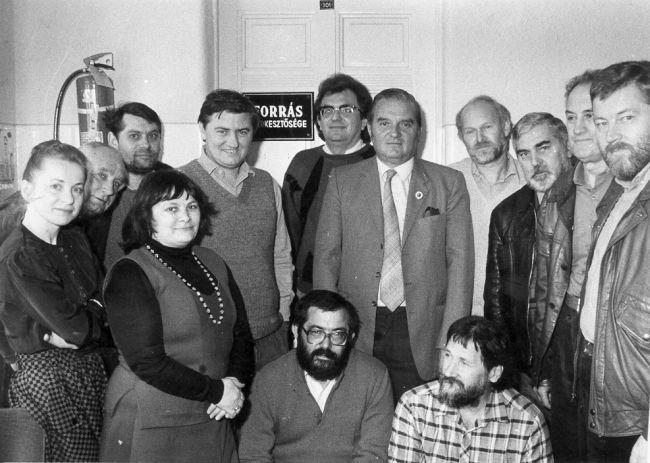
A Forrás folyóirat szerkesztőségében a szerkesztőség többi tagjával (Bahget Iskander felvétele)

- Zsiványok arca - gyerekversek /1979/
- Európai diákdal - versek /1974-79/
- Didergő ünnep - versek /1984/
- A vadszeder útján - esszék, vallomások /1989/
- Kézjegy - versek /1990/
- Lépcsők az Istenhegyen - versek /1994/
- Ezredfordulóponton - versek /1995/
- Graffiti: rajzok egy tűzfalon - gyerekversek /1995/
- Rajzok a tél falára - versek /1996/
- Könnyv - esszék, vallomások /1997/
- Fehéringes foglyok - válogatott és új versek /1998/
- Ötvenöt magyar népmese - Beszélgetés Katona Imrével /2002/
- Békarokka - gyerekversek /2002/
- Virágnézetünk alapjai - versek /2002/
- 80-50: Schéner Mihály évei száma nyolcvan, Pintér Lajos évei száma ötven - versek /2003/
- Ezüst - versek /2007/
- Tiszavirág - versek /2009/
- Sárkereszt - versek Schrammel Imre kerámiáival /2014/
- Fényöröm, fénybánat - versek /2015/
- "tóth menyhért énekek" - versek /2018/

Koraőszi kék - versek /2019/

## Díjai, elismerései
- Móra Könyvkiadó Nívódíja (1979)
- József Attila-díj (1983)
- Radnóti Miklós-díj (1985)
- Bács-Kiskun Megye Művészeti-díja (1987, 1996)
- Eötvös Kollégiumért Emlékérem (1995)
- Magyar Köztársasági Arany Érdemkereszt (1995)
- Magyar Művészeti Akadémia Arany Oklevele (1998)
- Tekintet-díj (1999)
- Csongrád Város Díszpolgára (1999)
- Kecskemét Megyei Jogú Város Katona József-díja (2001)
- Művészeti életpálya elismerése (EMMI miniszterének díja) (2018)
- A Magyar Érdemrend lovagkeresztje (2018)[1]

## Jegyzet
1. ↑  Irodalmi díjak a nemzeti ünnepen - 2018. barkaonline.hu. (Hozzáférés: 2018. március 24.)